# Wiktor Pintschuk

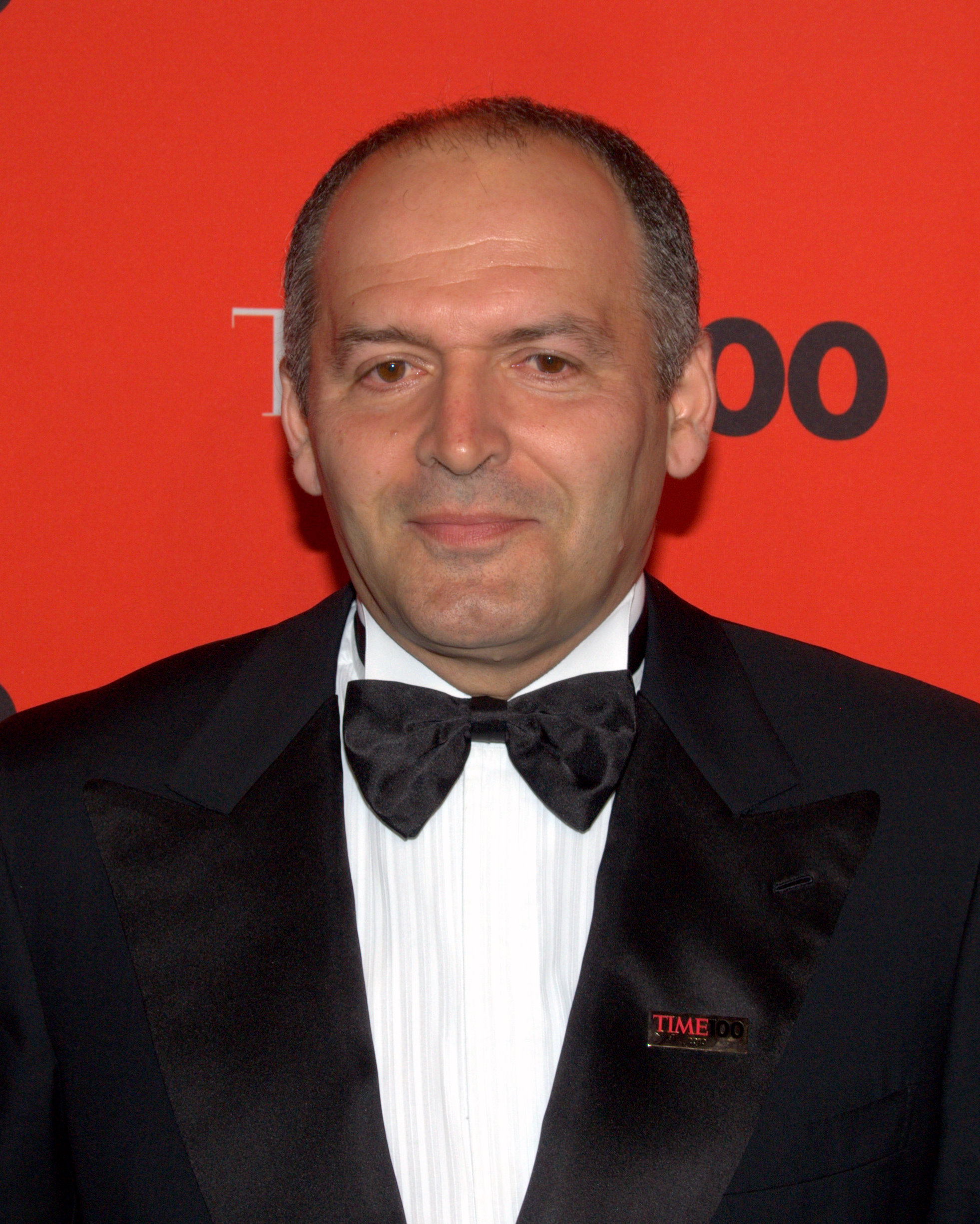
Wiktor Pintschuk 2010 bei der Time 100 Gala

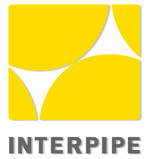
Interpipe-Logo

Wiktor Mychajlowytsch Pintschuk (ukrainisch Віктор Миха́йлович Пінчук; russisch Виктор Михайлович Пинчук; * 14. Dezember 1960 in Kiew) ist ein ukrainischer Milliardär (Vermögen: 1,9 Mrd. Dollar; Stand 2022) und Oligarch, er gilt als der zweitreichste Mann der Ukraine (hinter Rinat Achmetow).

## Biografie
Pintschuk wurde in Kiew geboren und absolvierte am metallurgischen Institut in Dnepropetrowsk ein Ingenieursstudium, das er 1983 beendete. In den 1990er Jahren gehörte Pintschuk zur postsowjetischen Nomenklatura. Anfangs war Pintschuk in der Metallindustrie engagiert, als Ingenieur hatte er seit den 1980er Jahren Techniken entwickelt, mit denen sich Rohre billiger herstellen ließen. 1990 gründete er das Unternehmen Interpipe und verdiente an den Patenten. Zu Reichtum kam er ab 2002, als er in zweiter Ehe die Tochter des zweiten Präsidenten der Ukraine Leonid Kutschma heiratete, Olena. 2004 privatisierte sein Schwiegervater Kryworischstal, den größten ukrainischen Stahlkomplex und verkaufte ihn für 800 Millionen Dollar, ein Sechstel des tatsächlichen Wertes, an Interpipe. Das verschaffte Interpipe das Monopol zur Herstellung von Pipelines und Stahlrohrleitungen, die an große Energieunternehmen wie Gazprom und Rosneft geliefert wurden. Pintschuk erschien ab 2004 in den Listen der reichsten Ukrainer. Er stimmte seine Interessen mit der Finanzgruppe Privat des Oligarchen Ihor Kolomojskyj ab. Julia Timoschenko und Serhij Tihipko (2002–2004 Präsident der Nationalbank der Ukraine) schlossen sich zeitweilig dieser Gruppe an.
Von 1998 bis 2006 gehörte Pintschuk dem ukrainischen Parlament an. Im Januar 2005, am Ende von Kutschmas Amtszeit, hatten sich die oligarchischen Gruppen mittels Übernahmen und Zusammenschlüssen von ihren jeweiligen Regionen emanzipiert und politische Schlüsselämter in Kiew erobert: die Leitung des Außenministeriums, des Energieministeriums, der Zentralbank, des Nationalen Sicherheits- und Verteidigungsrats sowie der Zollbehörde, aber auch den Vorsitz in wichtigen parlamentarischen Ausschüssen. Seit dem Jahr 2006 hat Pintschuk sich weitgehend aus der Politik zurückgezogen und starke Netzwerke im Westen, in den USA und in Frankreich aufgebaut. Er setzt sich für einen raschen EU-Beitritt ein und sponsert den „Ukrainischen Lunch“ beim Weltwirtschaftsforum in Davos.
Im Jahr 2006 bündelte Pintschuk rund 20 von ihm kontrollierte Unternehmen in der Eastone Group. Außer auf die Röhren- und Metallindustrie konzentriert sich die in London ansässige Gruppe auf Investment und Immobilien. Zudem gehören ihr eine Reihe ukrainischer Fernsehsender und Verlagshäuser. Zur gleichen Zeit wurde Pintschuk Besitzer von vier Fernsehsendern und einer beliebten Boulevardzeitung (Fakten und Kommentare) mit einer Auflage von über einer Million Exemplaren.
Auch seine karitativen Aktivitäten bündelte Pintschuk 2006, indem er die Wiktor-Pintschuk-Stiftung (Viktor Pinchuk Foundation) gründete. Die Stiftung gibt jährlich rund zehn Millionen Dollar für Projekte aus und arbeitete mit der Konrad-Adenauer-Stiftung zusammen. Seine Frau gründete die Elena Frantschuk Stiftung, die einzige mit privaten Mitteln finanzierte Anti-Aids-Stiftung der Ukraine. Im Juni 2007 gab der britische Sänger Elton John ein Anti-Aids-Konzert auf dem Majdan, zu dem fast genauso viele Menschen kamen wie zu den Demonstrationen während der Orangen Revolution. Pintschuk finanzierte auch die Open Society Stiftung von George Soros, die den Bürgerprotest von 2004 unterstützte, sowie die private Wirtschaftshochschule Kyiv School of Economics.
Ab 2004 entwickelte sich Pintschuk zum Aushängeschild einer westlich gewendeten ukrainischen Elite. Hatte er während der Orangen Revolution noch lange, wie sein Gegenpart Rinat Achmetow, die Partei der Regionen und deren Spitzenkandidaten Wiktor Janukowytsch gestützt, begann er danach eine eigene Außenpolitik für seine nach Westen ausgedehnten Geschäftsinteressen zu betreiben. Zur Annäherung an die EU rief er 2004 die Yalta European Strategy (YES) ins Leben. Jedes Jahr lud er wirtschaftliche und politische Eliten in den  Sommerpalast des letzten Zaren auf der Krim in Jalta zu einer Konferenz ein, um die Annäherung der Ukraine an die EU voranzubringen. Zu den Gästen gehörten unter anderem Bill und Hillary Clinton, Tony Blair, Larry Summers, Bill Gates und Richard Branson. Zum weiteren Freundeskreis zählten Henry Kissinger, Steven Spielberg und die Obamas.
Im Jahr 2006 eröffnete er in Kiew das private Museum Pinchuk Art Centre, das als bedeutendstes Museum für moderne Kunst der Ukraine gilt. Direktor dieses Museums ist seit 2015 Björn Geldhof. Pintschuk, der jüdischer Herkunft ist, produzierte im Jahr 2006 gemeinsam mit Steven Spielberg den Dokumentarfilm Spell your Name (ukrainisch Назви своє ім'я), in dem ukrainische Überlebende des Holocaust und andere Zeitzeugen über ihre Erlebnisse berichten.
Einfluss auf die internationale Politik sicherte sich Pintschuk über Einzahlungen in das globale Stiftungswesen. Als Verbindung zur europäischen politischen Klasse wählte er die Tony-Blair-Stiftung. Zugang zur Washingtoner Szene, aber auch zum hart umkämpften Stahlmarkt der USA verschaffte er sich ab 2006 durch Millionenspenden an die Clinton-Stiftung. Zwischen 2009 und 2013, auch in Hillary Clintons Amtszeit als Außenministerin der Vereinigten Staaten, erhielt die Clinton-Stiftung mindestens 8,6 Millionen Dollar von seiner Stiftung. Ein besonderer Coup gelang ihm durch Zuwendungen an die Brookings Institution und das Peterson Institute for International Economics, in dessen Vorstand er zugleich sitzt.
Im November 2009 hat sich Pintschuk zum ersten Mal öffentlich als Eigentümer von sechs Fernsehsendern – ICTV, STB, Nowyj kanal, M1, M2 und QTV – bezeichnet, und seine Ehefrau kündigte die Gründung der Medienholding „Star Light Media“ an.
Pintschuk finanzierte mehrere Politikprojekte. Die Proteste auf dem Maidan im Winter 2013/2014 unterstützte er mit großen Summen, wandte sich in einem öffentlichen Brief gegen die damalige Regierung und sprach sich für einen proeuropäischen Kurs aus. 2014 war es Petro Poroschenko, der Kandidat des Pintschuk-Clans, der für die Aufnahme der Ukraine in die EU und die NATO plädierte. Mit dessen Sieg war der rivalisierende Achmetow-Clan aus Donezk, der hinter der Partei der Regionen, also hinter Janukowytsch, stand, in die Defensive gedrängt. Pintschuk ist Ehrenbürger der Stadt Kiew.
Auf dem Weltwirtschaftsforum in Davos appellierte er 2023 an die teilnehmenden Politiker, die von Russland überfallene Ukraine mit Waffen und anderen Rüstungsgütern zu unterstützen.
Er hat sich der Wohltätigkeitsinitiative The Giving Pledge angeschlossen.